# 1517 Beograd
1517 Beograd eller 1938 FD är en asteroid i huvudbältet, som upptäcktes den 20 mars 1938 av den serbiske astronomen Milorad B. Protić vid Belgrads observatorium. Den har fått sitt namn efter Belgrad, Serbiens huvudstad.
Asteroiden har en diameter på ungefär 39 kilometer.